# سیبیل اشمیتس
سیبیل اشمیتس (به آلمانی: Sybille Schmitz); (۲ دسامبر ۱۹۰۹ – ۱۳ آوریل ۱۹۵۵) هنرپیشه آلمانی بود. از فیلم‌هایی که در آن نقش داشته می‌توان به حادثه، خون‌آشام و تایتانیک اشاره کرد. اشمیتس در ۱۳ آوریل ۱۹۵۵ با مصرف قرص خواب در سن چهل و پنج سالگی خودکشی کرد.